# Andri Yatsenko
Andri Yatsenko –en ucraniano, Андрій Яценко– (14 de septiembre de 1997) es un deportista ucraniano que compite en lucha libre. Ganó una medalla de bronce en el Campeonato Mundial de Lucha de 2017 y una medalla de plata en el Campeonato Europeo de Lucha de 2016, ambas en la categoría de 57 kg.

## Palmarés internacional
| Campeonato Mundial | Campeonato Mundial | Campeonato Mundial | Campeonato Mundial |
| Año                | Lugar              | Medalla            | Categoría          |
| ------------------ | ------------------ | ------------------ | ------------------ |
| 2017               | París (Francia)    | Medalla de bronce  | 57 kg              |
| Campeonato Europeo |                    |                    |                    |
| Año                | Lugar              | Medalla            | Categoría          |
| 2016               | Riga (Letonia)     | Medalla de plata   | 57 kg              |